# Le Serpent du rêve
Le Serpent du rêve (titre original : Dreamsnake) est un roman de science-fiction écrit par Vonda McIntyre et publié en 1978.

## Résumé
Serpent, la guérisseuse, parcourt le monde en pratiquant son art à l'aide de trois serpents génétiquement modifiés capables de sécréter des remèdes en guise de venin. Mais alors qu'elle soigne un jeune garçon, l'un des habitants du même village, par peur, tue l'un de ses serpents, d'une espèce particulièrement rare. Mutilée dans ses capacités, Serpent doit alors se mettre à la recherche de sa propre guérison.

## Distinctions
Le Serpent du rêve a reçu le prix Hugo du meilleur roman 1979, le prix Locus du meilleur roman 1979 ainsi que le prix Nebula du meilleur roman 1978.